# Święty Dygain
Święty Dygain (ur. ok. 429) − książę Dumnonii w południowo-zachodniej Anglii i Kornwalii, święty Kościoła katolickiego. 
Dygain jest uważany za syna Konstantyna, króla Dumnonii. Prawdopodobnie miał trzech braci, św. Erbina, Meirchiona i Drustana oraz być może nieznaną z imienia siostrę. Jest uważany za fundatora kościoła w Llangernyw w hrabstwie Clwyd.